# Мюнх-Беллинггаузен, Элигий-Франц
Барон Элигий-Франц Йозеф фон Мюнх-Беллинггаузен (нем. Eligius Franz Joseph von Münch-Bellinghausen; 1806, Краков — 1871, Вена) — австрийский драматург; более известен под псевдонимом Фридрих Гальм (Halm).
Один из первых членов Венской Императорской академии наук (1847).

## Биография

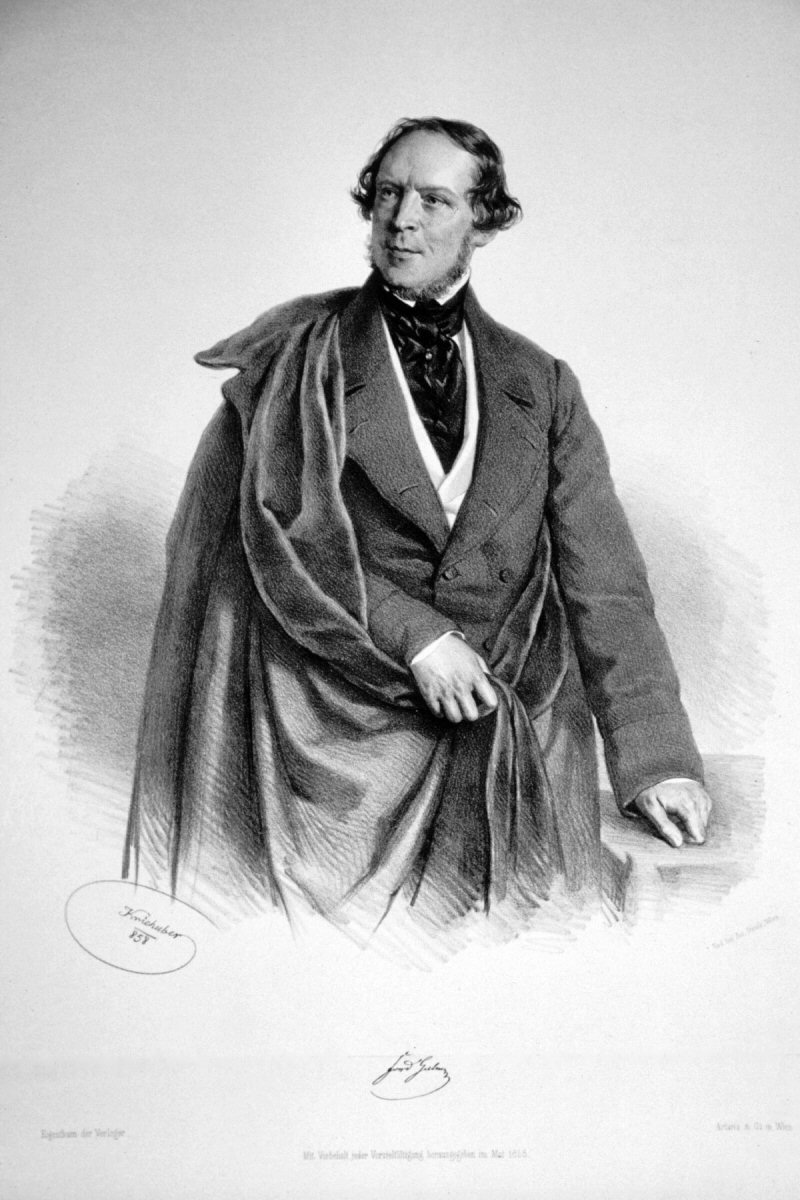
Фридрих Гальм

Был генерал-интендантом венских придворных театров. В 1835 году всеобщим восторгом была встречена его сентиментальная драма «Griseldis»; очень нравился также его «Der Sohn der Wildniss» (7 изд., 1886), но наибольший успех выпал на долю трагедии «Der Fechter v. Ravenna» (в русском переводе «Равеннский боец»), авторство которой приписывал себе баварский сельский учитель Франц Бахерль.
Очень часто ставилась грациозная комедия Мюнх-Беллинггаузена «Wildfeuer». Ему принадлежат также драмы: «Camoens», «Imelda Lambertazzi», «Ein mildes Urteil», «Sampiero», «Donna Maria de Molina», «Verbot u. Befehl», «Iphigenie in Delphi», «Eine Königin» и «Begum Somru». Автор задавался запутанными психологическими проблемами, владел сценическими эффектами (часто — исключительно внешними) и говорил блестящими, гармоничными стихами. Его «Werke» вышли 1857—1864 и 1872 гг., «Gedichte» — в 1877 году третьим изданием.